# Celebrate! Tokyo Disneyland
『Celebrate! Tokyo Disneyland』(セレブレイト! 東京ディズニーランド)は、東京ディズニーランドで2018年7月10日から2019年4月26日まで公演されたナイトタイムスペクタキュラー。

## 概要
このショーは東京ディズニーランドのシンボルであるシンデレラ城にプロジェクションマッピングの技法を用いるだけでなく、パイロ、炎、夜空いっぱいに広がる光の演出やプラザの木に装飾したイルミネーション、新設された色鮮やかな噴水などを用いることにより、これまでにない壮大なスケールの新しい夜のエンターテイメント・プログラムである。
2018年9月27日に公式サイトにて2019年4月26日をもって公演終了する、と発表され、4月26日をもって終了した。
公演情報
- 公演期間:2018年7月10日〜2019年4月26日
- 公演場所:シンデレラ城（キャッスル・フォアコートおよびプラザ）
- 公演回数:1日 1〜2回
- 公演時間:約20分
- テーマソング:Let the Memories Begin
- 出演キャラクター:ミッキーマウス、グーフィー

## あらすじ
東京ディズニーランドをアドベンチャーランド、ウエスタンランド、ファンタジーランド、クリッターカントリー、トゥーンタウン、トゥモローランド、イッツ・ア・スモールワールドの順に、各テーマランドにあるアトラクションをメインにミッキーマウスと一緒に巡って行く。

## 楽曲
オープニング
- オープニング・ファンファーレ - Opening Fanfare
- 東京ディズニーランドーイズ・ユア・ランド - Tokyo Disneyland is your Land
- Let the Memories Begin

アドベンチャーランド
- 魅惑のチキルーム - Walt Disney's Enchanted Tiki Room
- ジャングルクルーズ - Jungle Cruise
- カリブの海賊 - Pirates of the Carribean

ウエスタンランド
- 蒸気船マークトウェイン号 - Mark Twain Riverboat
- ビッグサンダー・マウンテン - Big Thunder Mountain Railroad
- カントリーベア・ジャンボリー Country Bear Jamboree

ファンタジーランド
- キャッスルカルーセルプリンセスモンタージュ - Carousel Princess Montage
- ホーンテッドマンション - The Haunted Mansion

クリッターカントリー
- スプラッシュマウンテン - Splash Mountain

トゥーンタウン

トゥモローランド
- バズライトイヤーのアストロブラスター - Buzz Lightyear's Astro Blasters
- スター・ツアーズ:ザ・アドベンチャーズ・コンティニュー - Star Tours/Star Tours: The Adventures Continue

フィナーレ
- イッツ・ア・スモールワールド - It's a Small World
- Let the Memories Begin

## 中央鑑賞エリア抽選
ショー実施日にはシンデレラ城前に中央鑑賞エリアが設置される。先着ではないため、落選した場合は該当箇所での鑑賞はできない。エリア入場には抽選に使用したパークチケットの提示が必要となる。
抽選はトゥモローランドの「トゥモローランド・ホール」、もしくはスマートフォン専用アプリ「ショー抽選アプリ」「東京ディズニーリゾート・アプリ」を使用することでパーク内のどこからでも行える。該当箇所で鑑賞したい場合は「トゥモローランド・ホール」では開園時刻から希望の公演回の30分前までに、「ショー抽選アプリ」「東京ディズニーリゾート・アプリ」では開園時刻から希望の公演回の1時間前までに抽選を行わなければならない。ただし、運営状況によっては抽選を行わない日もある。

### 広報資料・プレスリリースなど一次資料
1. 1 2  “東京ディズニーリゾート® 35 周年“Happiest Celebration!” 新しい夜のエンターテイメント「Celebrate! Tokyo Disneyland」が、 7月10日(火)より いよいよスタート 同日より、東京ディズニーリゾートで夏のスペシャルイベントも開始” (PDF).   オリエンタルランド (2018年4月18日). 2018年4月18日閲覧。
2. 1 2  “東京ディズニーランド/東京ディズニーシー 2019 年度のスケジュール” (PDF).   オリエンタルランド (2018年4月27日). 2018年9月27日閲覧。